# Камешница (Оричевский район)
Ка́мешница — село в Оричевском районе Кировской области в составе Спас-Талицкого сельского поселения.

## География
Находится на расстоянии примерно 6 км по прямой на восток от районного центра поселка Оричи.

## История
Известно с 1678 года как погост над речкою Камешницею с 5 дворами, в 1764 году село с 54 жителями. В 1873 учтено дворов 7 и жителей 45, в 1905 12 и 89, в 1926 29 и 99, в 1950 119 и 196. В 1989 проживало 144 жителя. Каменная церковь построена была в 1764 году.

## Население
Постоянное население  составляло 157 человек (русские 92%) в 2002 году, 154 в 2010.